# 奧奈達 (堪薩斯州)
奧奈達（英語：Oneida）是一個位於美國堪薩斯州尼馬哈縣的城市。

## 地方資料
根據2020年美國人口普查的數據，奧奈達的面積為0.60平方千米，當中陸地面積為0.60平方千米，而水域面積為0.00平方千米。當地共有人口61人，而人口密度為每平方千米101.67人。